# Elsa Aguirre
Elsa Irma Aguirre Juárez, née le 25 septembre 1930 à Chihuahua (Mexique), est une actrice mexicaine.

## Filmographie
| Année | Film                                              | Rôle                       | Notes                                               |
| ----- | ------------------------------------------------- | -------------------------- | --------------------------------------------------- |
| 1946  | Le Sexe fort                                      |                            |                                                     |
| 1946  | El pasajero diez mil                              |                            |                                                     |
| 1946  | Don Simón de Lira                                 | Blanquita Alas de Cuervo   |                                                     |
| 1947  | El ladrón                                         | Rosita                     |                                                     |
| 1948  | Algo flota sobre el agua                          |                            | Something Floats on the Water (titre international) |
| 1948  | Los viejos somos así                              | Dalia                      |                                                     |
| 1948  | Ojos de juventud                                  |                            |                                                     |
| 1949  | Midnight                                          |                            | Midnight (titre international)                      |
| 1950  | La mujer que yo amé                               |                            |                                                     |
| 1950  | La liga de las muchachas                          |                            | Adorables rebeldes (titre alternatif)               |
| 1950  | Lluvia roja                                       |                            |                                                     |
| 1950  | Una mujer decente                                 |                            |                                                     |
| 1951  | Amar fue su pecado                                |                            |                                                     |
| 1951  | La estatua de carne                               |                            |                                                     |
| 1952  | Acapulco                                          |                            |                                                     |
| 1952  | Cuatro noches contigo                             | Elsa Peralta               |                                                     |
| 1954  | La perversa                                       |                            |                                                     |
| 1954  | Cantando nace el amor                             |                            |                                                     |
| 1954  | Cuidado con el amor                               | Ana María                  |                                                     |
| 1955  | Estafa de amor                                    |                            |                                                     |
| 1956  | La doncella de piedra                             |                            |                                                     |
| 1956  | Orgullo de mujer                                  |                            |                                                     |
| 1956  | Géant                                             | Non créditée               | Film américain                                      |
| 1957  | La mujer de dos caras                             |                            |                                                     |
| 1957  | Vainilla, bronce y morir (Una mujer más)          |                            |                                                     |
| 1958  | Ama a tu prójimo                                  |                            |                                                     |
| 1960  | Pancho Villa y la Valentina                       | La Valentina               |                                                     |
| 1966  | La vida de Pedro Infante                          | Film d'archive             |                                                     |
| 1966  | Sólo de noche vienes                              |                            |                                                     |
| 1966  | Casa de Mujeres                                   |                            |                                                     |
| 1967  | El pistolero desconocido (El comandante Tijerina) |                            |                                                     |
| 1967  | El hijo de todas                                  |                            | The Son of All (titre international)                |
| 1967  | La vuelta del mexicano                            |                            |                                                     |
| 1968  | El día de la boda                                 |                            |                                                     |
| 1969  | El matrimonio es como el demonio                  | Hilda Cervantes            |                                                     |
| 1970  | Cómo enfriar a mi marido                          |                            |                                                     |
| 1970  | El cuerpazo del delito                            | Maria de Jesus « Chuchet » | Séquence La seductora                               |
| 1970  | Las figuras de arena                              |                            |                                                     |
| 1970  | Los años vacíos                                   |                            |                                                     |
| 1977  | La muerte de un gallero                           |                            |                                                     |
| 1980  | Albur de amor                                     |                            |                                                     |
| 1992  | El prófugo                                        |                            |                                                     |
| 1995  | Acapulco, cuerpo y alma                           | Telenovela                 |                                                     |
| 1999  | Mujeres Engañadas                                 | Telenovela                 |                                                     |
| 2001  | Lo que es el amor                                 | Telenovela                 |                                                     |